# Luigi Vertemati
Luigi Vertemati (Bernareggio, 5 maggio 1938 – Milano, 9 gennaio 2012) è stato un politico e saggista italiano, esponente del Partito Socialista Italiano e già parlamentare europeo.

## Biografia
Di famiglia operaia e operaio lui stesso, Luigi Vertemati, figlio del partigiano Vincenzo, lasciò ventunenne la fabbrica per dedicarsi a tempo pieno alla politica come funzionario della Federazione del PSI di Milano, ricoprendo incarichi prima nella Federazione giovanile socialista, quindi negli Enti locali e nel mondo sindacale. Nel 1970 è stato eletto segretario regionale lombardo del PSI e, dal 1972 al 1976, segretario della Federazione milanese: anni di crescita politica personale e per il partito. Alla carriera politica Vertemati presto affiancò quella istituzionale: consigliere del natìo comune di Bernareggio dal 1964 fino al 1985, nel 1970 ne divenne Sindaco, incarico che lasciò per diventare Consigliere Regionale della Lombardia nel 1972.
Per tredici anni, dal 1976 al 1989, è stato membro nella Giunta Regionale della Lombardia ricoprendo diverse cariche: dal 1976 al 1980 assessore al lavoro ed artigianato, dal 1980 al 1983 all'urbanistica, dal 1983 al 1985 Vice Presidente della Giunta Regionale e assessore al lavoro. Infine, dal 1985 al 1989, è stato il primo assessore all'ecologia e all'ambiente della Regione Lombardia, periodo in cui ha ricoperto anche la carica di Vice Presidente del nuovo Consiglio Nazionale dell’Ambiente.
È stato eletto deputato europeo alle elezioni del 1989 nella lista del PSI. Durante la legislatura, è stato vicepresidente della Delegazione alla Commissione parlamentare mista CE-Malta, membro della Commissione per i bilanci, della Delegazione per le relazioni con la Repubblica popolare cinese e della Commissione per la protezione dell'ambiente, la sanità pubblica e la tutela dei consumatori.
È stato relatore di una delle più importanti e controverse (record di emendamenti per l'epoca) leggi comunitarie in materia ambientale: la direttiva 94/62/EC sugli imballaggi e rifiuti connessi.
In piena Mani pulite venne richiamato alla guida del PSI milanese, nel tentativo di risollevare le sorti di un partito in rapida dissoluzione. Il crollo elettorale del PSI, nel quale Vertemati coerentemente scelse di continuare la militanza, ne compromise la carriera istituzionale senza però scalfirne la passione politica: fino in fondo è stato fervido animatore delle diverse anime che il Socialismo Italiano ha incarnato dopo la scomparsa del PSI, sempre nel fermo tentativo di riaggregare la diaspora del dopo-tangentopoli. Si e spento nel 2012 al termine di una lunga malattia.